# 桜井康文
櫻井 康文（さくらい やすふみ、1949年1月6日 - ）は、日本の実業家。不二家の社長（7代目）。東京都出身。

## 略歴、人物
東京都立新宿高等学校を経て静岡大学農学部を卒業、1972年に不二家へ入社。商事本部応用開発室長・菓子事業本部マーケティンググループリーダー・不二家ファミリー文化研究所長などの要職を歴任。同社のロングセラー菓子商品「カントリーマアム」の生みの親でもある。2003年より執行役員、2005年より取締役。藤井林太郎の後任として2007年1月22日に社長に就任した。不二家の創業者一族以外から社長になったのは、桜井が初めてである。2019年に70歳で社長を退任したものの、不二家ファミリー文化研究所長に留まり、取締役海外事業担当兼海外事業部長にも就任した。同年B-Rサーティワンアイスクリーム取締役。

## 主な出演

### CM
- 不二家（ナレーション）